# Order Gwiazdy Anjouan
Order Gwiazdy Anjouan, daw. Order Gwiazdy Anżuanu (fr. Ordre de l’Étoile d’Anjouan) – odznaczenie ustanowione w 1874 na wyspie-państwie Anjouan, znajdującej się od 1886 pod protektoratem francuskim, w latach 1896–1963 nadawany jako francuski order kolonialny. Obecnie jest jednym z odznaczeń Związku Komorów.

## Historia

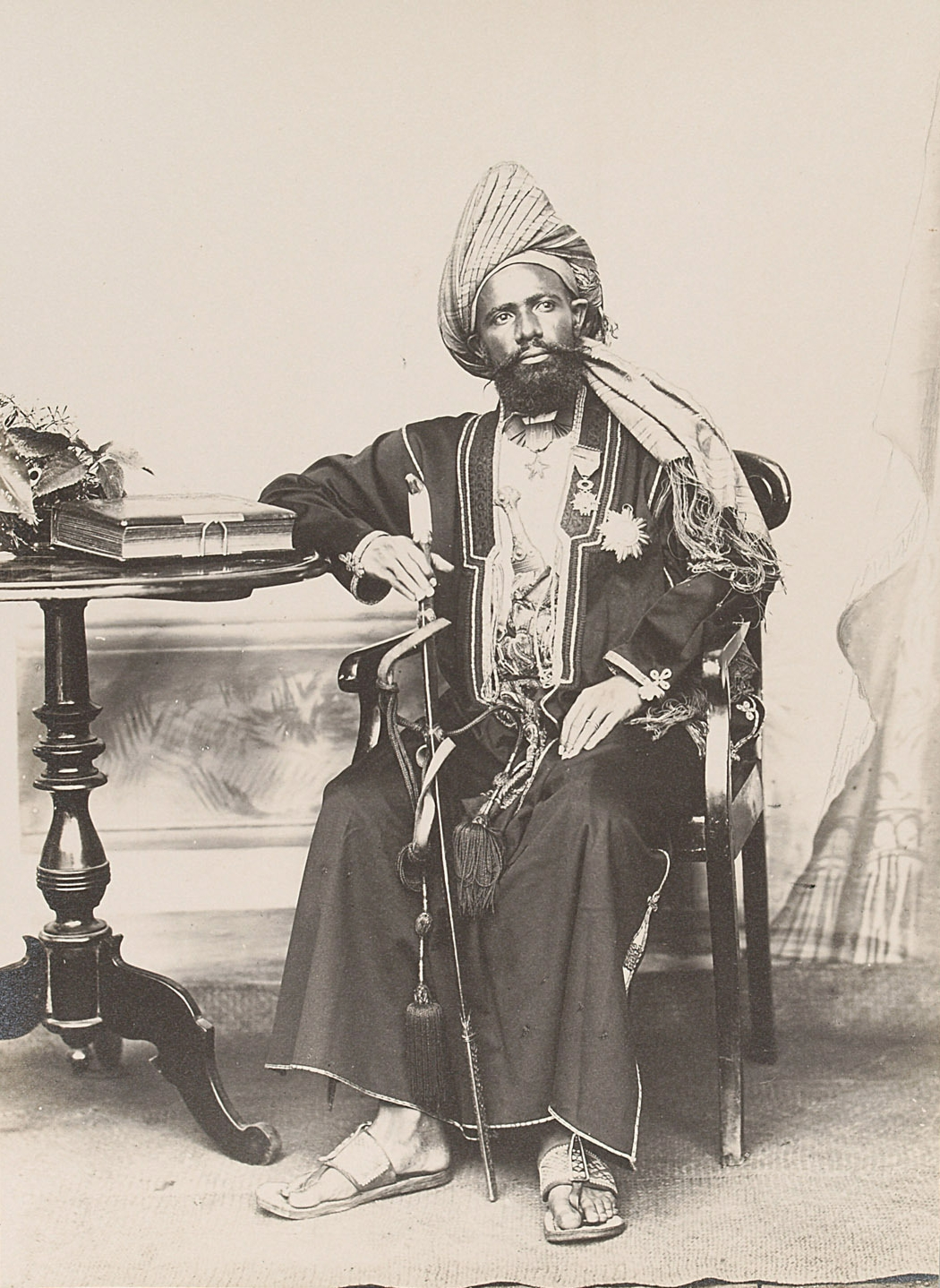
Said Ali bin Said Omar z gwiazdą Orderu Gwiazdy Anjouan i odznaką Orderu Legii Honorowej na wstążce

Order ustanowiony został w 1874 przez sułtana Saida Alego bin Saida Omara, władcę Anjouanu, jednej z wysp w archipelagu Komorów, który znalazł się pod protektoratem Francji w 1886. Order Gwiazdy Anjouan został wcielony w szereg francuskich odznaczeń kolonialnych dekretem z 12 września 1896, nadawany zarówno Francuzom, jak i obcokrajowcom. Administracją orderu zajmowała się Kancelaria Legii Honorowej, a każdy prezydent Francji był uprawniony do noszenia jego najwyższej klasy – Wielkiego Krzyża.
Dekretem prezydenckim Charles’a de Gaulle’a (6 grudnia 1963) order został wycofany wraz z piętnastoma innymi francuskimi odznaczeniami resortowymi i kolonialnymi. Zostały one zastąpione nadawanym za wybitne zasługi Orderem Narodowym Zasługi. Odznaczeni utrzymali prawo do noszenia orderu.
Podczas secesji wyspy order występował w „Konstytucji Państwa Anjouan” z 25 lutego 1998. Obecnie jest jednym z odznaczeń Związku Komorów, wraz z Orderem Gwiazdy Wielkiego Komora (Ordre de l’étoile de la Grande Comore), Orderem Odwróconego Półksiężyca Wielkiego Komora (Ordre de Croissant vert de la Grande Comore), Orderem Gwiazdy Mohéli (Ordre de l’étoile de Mohéli) i innymi odznaczeniami nadawanymi przez prezydenta federacji.

## Podział na klasy
| Klasy     | Nazwa polska  | Nazwa francuska | Baretka |
| I klasa   | Krzyż Wielki  | Grand-croix     |         |
| II klasa  | Wielki Oficer | Grand officier  |         |
| III klasa | Komandor      | Commandeur      |         |
| IV klasa  | Oficer        | Officier        |         |
| V klasa   | Kawaler       | Chevalier       |         |

## Wygląd
Odznaka orderowa miała kształt złotej ośmioramiennej gwiazdy. Wewnątrz znajdował się okrągły, emaliowany na biało medalion ze złotymi: otwartą dłonią skierowaną do góry stojącą na półksiężycu, z arabską inskrypcją nad dłonią (symbole islamu), które otoczone były złotym pierścieniem z czarnym napisem w języku francuskim: ORDRE ROYAL DE ÉTOILE D’ANJOUAN COMORES. Odznaka mocowana była do wstęgi za pomocą kółeczka. Gwiazda orderowa miała wygląd identyczny z odznaką. Wstęga orderowa była jasnoniebieska, z podwójnymi, wąskimi, pomarańczowymi paskami wzdłuż obu krawędzi.